# 相葉雅紀の人生クイズ〜クイズ監修バカリズム〜
『相葉雅紀の人生クイズ～クイズ監修バカリズム～』（あいばまさきのじんせいクイズ クイズかんしゅうはバカリズム）は、テレビ東京にて2022年5月29日から不定期で放送されているクイズ番組・バラエティ番組。

## 概要
相葉雅紀のテレビ東京での初冠番組。
日本各地で出会った人たちを取材して見つけた「人生エピソード」から出題するクイズ・バラエティ番組。
全国各地でスタッフが街頭インタビューなどで取材した内容すべてをチェックしたバカリズムが、そこに見つけ出した唯一無二のクイズ問題を出題、相葉を含む解答者は出題までのVTRをヒントに答える。「ゲスト解答者」が対象となる出題もある。正解すると解答者の席に表示された解答者自身の顔を模したCG画像が点数表示として1問につき10歳ずつ（最終問題は第1弾30歳、第2弾・第3弾20歳）年齢を重ねていく。優勝しても特典はない。
人生クイズのもととなる取材は主に、街で出会った人たちへ「あなたの人生を一言で表すと?」と尋ね、用意したフリップに書いてもらったその答えを切り口にすすめている。
番組プロデューサーの三宅優樹いわく「笑えてグッとくる」、クイズ番組であることを忘れさせる番組。
第1弾は「ゲスト解答者」を一般の方に埼玉県さいたま市にある銭湯「鹿島湯」で収録したが、第2弾以降は「ゲスト解答者」に芸能人を招きセットを組んでのスタジオ収録となった。

## 出演者
- MC・解答者：相葉雅紀
- 進行・クイズ監修： バカリズム
- 声の出演：江口拓也

第2弾まで、クイズに解答する「ゲスト解答者」以外に一般の観覧者として客席にいながら時折コメントする「観覧ゲスト」がいた。

## 放送日時
| 弾 | 放送日                   | 放送時間（JST） | サブタイトル       | 出題エリア                                                                                         | 出演者                                                                                | 備考                 |
| -- | ------------------------ | --------------- | ------------------ | -------------------------------------------------------------------------------------------------- | ------------------------------------------------------------------------------------- | -------------------- |
| 1  | 2022年5月29日 （日曜日） | 16:00 - 17:15   | -                  | 青森県五所川原市、福岡県田川市、大阪府東大阪市、愛知県南知多町                                     | 【ゲスト解答者】一般の方2名 【観覧ゲスト】小峠英二（バイきんぐ）、岡崎紗絵            | ゲスト以外は無観客。 |
| 2  | 2022年11月3日 （木曜日） | 12:00 - 13:30   | -                  | 秋田県秋田市、秋田県男鹿市、千葉県館山市、石川県輪島市、長崎県黒島、長崎県池島                     | 【ゲスト解答者】龍玄とし、古田新太 【観覧ゲスト】森田哲矢（さらば青春の光）、後藤真希 |                      |
| 3  | 2023年4月26日 （水曜日） | 18:25 - 21:00   | 衝撃の人生96連発SP | 東京都渋谷区、愛媛県八幡浜市、三重県国崎町、山形県天童市、千葉県船橋市、岡山県岡山市、宮崎県美郷町 | 【ゲスト解答者】三村マサカズ（さまぁ～ず）、桜井日奈子、Matt                          |                      |

## スタッフ
所属表示はテレビ東京以外。
- 構成：松田敬三、奈佐はぢめ、田中裕作、安部裕之、宮永祐一（宮永→第3弾）
- TD：高橋瑠平（第3弾）
- VE：宮澤真子（第3弾）
- カメラ：木塚裕紀（第1,3弾）
- 音声：本田宏文（第3弾）
- 美術デザイン：岩本朝美
- 美術進行：飯田裕貴
- 技術協力：テクノマックス（第1弾、第3弾）、ヌーベルアージュ（第2,3弾）、テレビ東京アート、東京オフラインセンター
- 美術協力：東宝舞台、テレフィット、東京チューブ、テルミック、ナカムラ綜美
- CG：山口剛史（株式会社アレックス 第3弾、第1,2弾はタイトルデザイン）
- メイク：山田かつら
- 音楽：スキャット後藤（第3弾）
- EED：高木宏輔（第2,3弾）
- MA：関川一貴（第3弾）
- 音効：中村由紀（第1,3弾）
- 宣伝：山本恒元、津野真実子（津野→第2,3弾）
- 営業：髙木重里（第3弾）
- デスク：出家李紅、川口芙奈子、五十嵐玲子
- AD：尾中亮太、海野大河、狩野早耶、福本豊（福本→第1弾、第3弾）、渡邊緩也、中澤優太、河原こころ、小林弘資、青木俊輔、田中真緒、星野真輝、藤田薫（渡邊以降→第3弾）
- AP：月村美貴、西琴美（西→第2,3弾）
- ディレクター：今井雄大、西﨑和希、岡部剛、太田大介、磯田裕介、丸山憲司、永井雄一、渕聡、渡辺陸、堂田啓祐、梶浦裕人、福島佑太、広田剛己、髙瀨美緒、藤倉健太郎、服部大、小柴早紀、林昇平、山本清志郎（丸山以降→第3弾）
- クイズ演出：水口健司（第3弾、第1,2弾はディレクター、第1弾は健二と表記）
- 演出：青木章浩（VVQ）
- プロデューサー：中村肇（BEE BRAIN）、荒井かおり、大平智恵（BEE BRAIN）、西古屋竜太（Q.inc）、小亀聡史（Q.inc）、中村智子（中村智→第3弾）
- 演出・プロデューサー：三宅優樹
- チーフプロデューサー：株木亘（第3弾）
- 制作協力：Q.inc.、BEE BRAIN、ラスカルTeam
- 製作著作：テレビ東京

### 過去のスタッフ
- TD：野瀬一成（第1弾）、酒井博（第2弾）
- VE：山本岳大（第1弾）、武藤康広（第2弾）
- カメラ：五十嵐陽（第2弾）
- 音声：神田あやめ（第1弾）、玉城善彦（第2弾）
- 技術協力：aai（アクシスアソシエイツ）（第1弾）、スウィッシュ・ジャパン（第2弾）
- 撮影協力：有限会社進藤冷菓、東日本旅客鉄道秋田支社（共に第2弾）
- EED：米澤武史（第1弾）
- MA：奴賀貴幸（第1弾）、末長美有（第2弾）
- 音効：阿部雄太（MAL、第2弾）
- 衣装協力：三松（第1弾）、Hyper Couture New York、UNION STATION（共に第2弾）
- 宣伝：橋本慧（第1弾）
- 営業：東山華佳（第1弾）、松代大輝（第2弾）
- AD：上田夏美、石川佳奈子（共に第1弾）、赤木智彦（第2弾）
- AP：長篤志（第1弾）
- ディレクター：藤原康太、渡邊永人、水主惟人、田中健、入月裕斗（共に第1弾）
- チーフプロデューサー：村上徹夫（第1,2弾）